# ショーウインドー
- ショー・ウインドー
- ショー・ウィンドウ
- ショウ・ウィンドウ

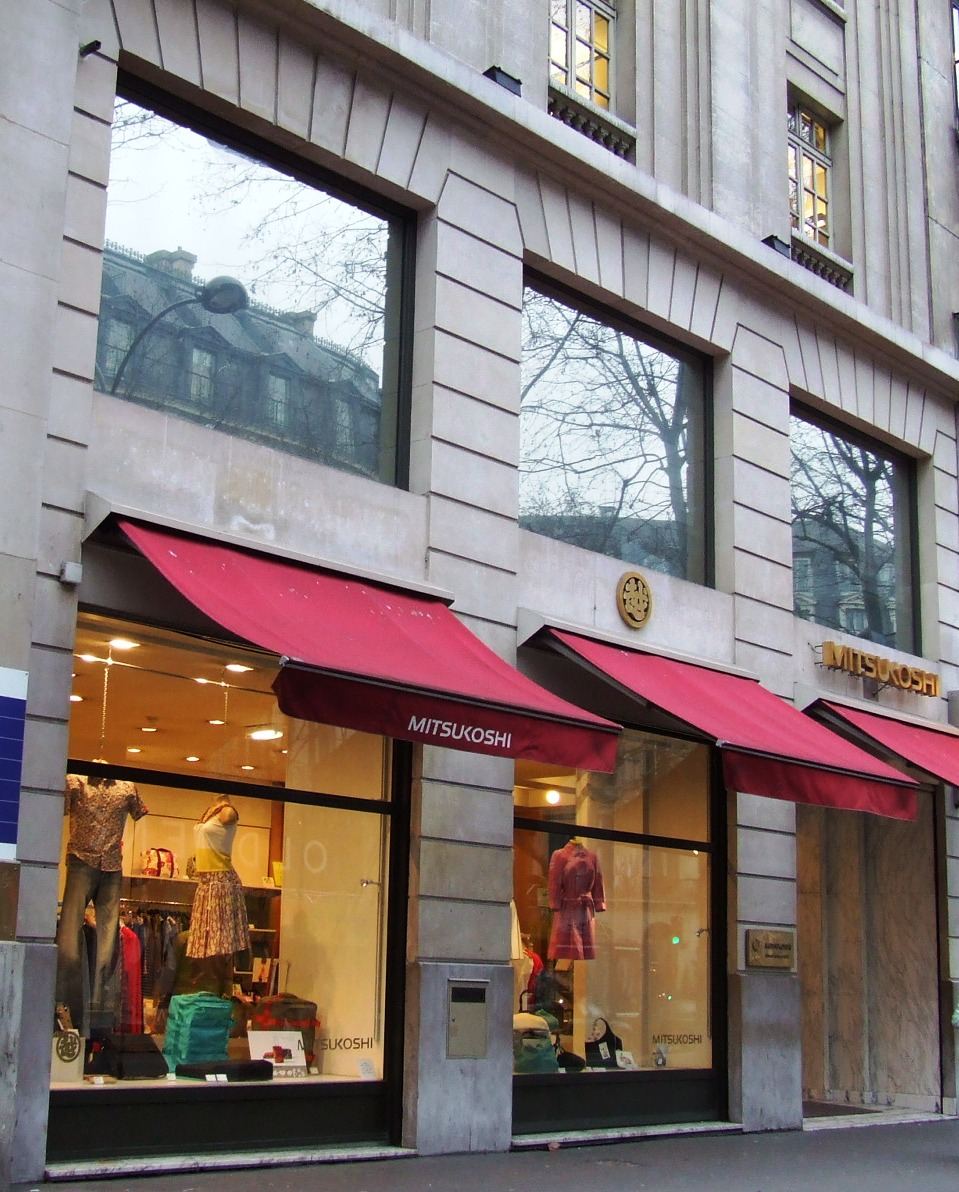
パリ三越（2006年）

ショーウインドー（show window）は、店舗の路面に設置された、ガラス張りの飾り棚。商品などを並べることで店頭に通行人を引きつけ、購買意欲を高めることを目的に設置される。
日本語では陳列窓（ちんれつまど）とも呼ぶ。英語ではdisplay windowとも呼ばれる。また、イギリス英語ではshop window、アメリカ英語ではstore windowとも表現される。ショーウインドーに展示する行為や技術、またその商品自体のことをウインドー・ドレッシング（window dressing）またはウインドー・ディスプレー（window display）と称する。
消費者がショーウインドーを見て楽しむことを「ウインドー・ショッピング（window shopping）」という。

## 技術
商品陳列および空間演出を、店の従業員自ら行わずに、外部の専門職であるディスプレイデザイナー（ウィンドードレッサーとも）や、それら専門職を抱えるディスプレイ業者に依頼する場合もある。
ガラスへの外部の景色・室内蛍光灯などの映り込みをよしとしない考え方をとる店舗では、低反射ガラス・無反射ガラスを窓にはめ込むことや、よりローコストな反射防止フィルムの貼付を導入して、陳列の効果を高めている。

## 業種
- 衣料品販売店では、マネキン人形が陳列される。
- 日本のコンビニエンスストアにおいては、道路や駐車場に面する窓際に書籍売り場の本棚が置かれ、外に最新雑誌の表紙を向ける「ゴンドラ陳列」が、ショーウインドー的な役割を担ってきた。しかし、その効果に関しては疑問の声も挙がっている[5]。

## 歴史
ショーウインドーの原型となった最初の陳列用の窓（ディスプレイ・ウインドー）は、誇示的消費の水準が急速に高まっていった18世紀後半のロンドンに出現した。この新しい小売の手法を最初に試みたひとりは、小売商人フランシス・プレイスで、彼はチャリング・クロスで営んでいた洋裁の店の前面に、大きな板ガラスを用いた窓を設置した。これには多くの非難も出されたが、プレイスは回顧録の中で、「ウインドーからより多くの商品を販売することによって、給与を支払っている職人の賃金や、施設維持に必要な経費などがまかなえた」と記している。
アメリカでは1898年に全米窓業者協会が設立され、専門誌『The Show Window』も創刊された。
日本の百貨店・三越は、1903年（明治36年）に土蔵造りだった和風建築を改造して、ショーウインドーを設置したという。1915年（大正4年）には、『ウヰンド画報』というショーウインドーを専門に扱う月刊誌が創刊された。

## ギャラリー
黎明期

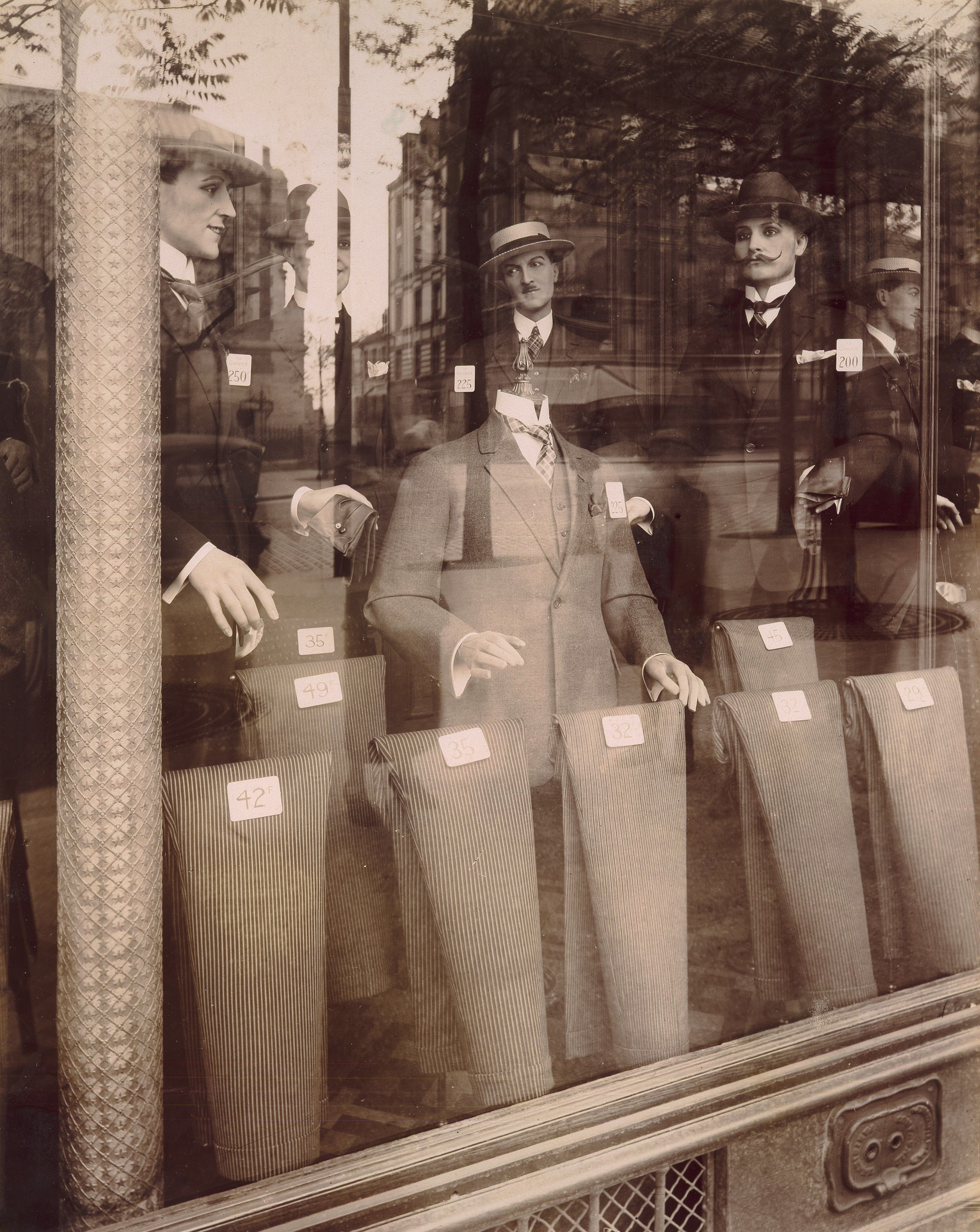
パリ（1927年 by ウジェーヌ・アジェ）
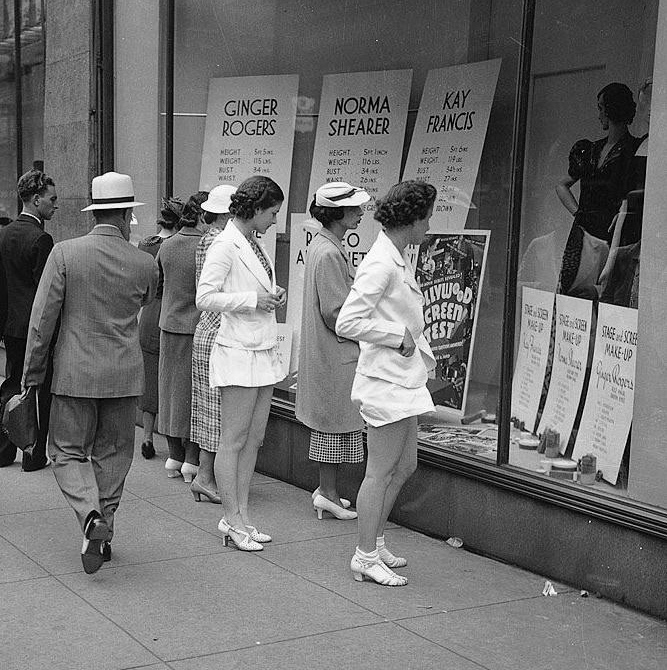
トロント（1937年）

現代

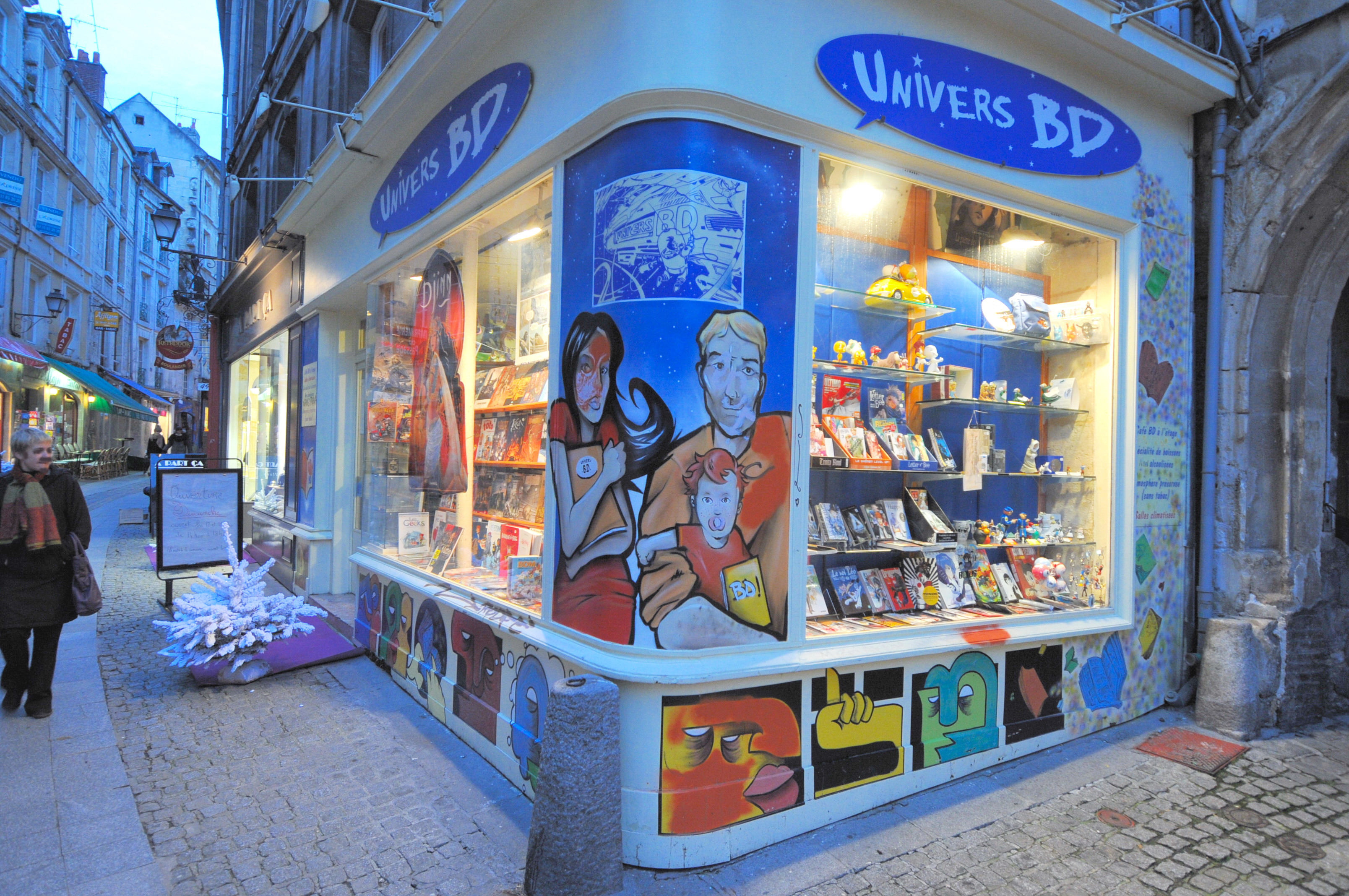
カーン
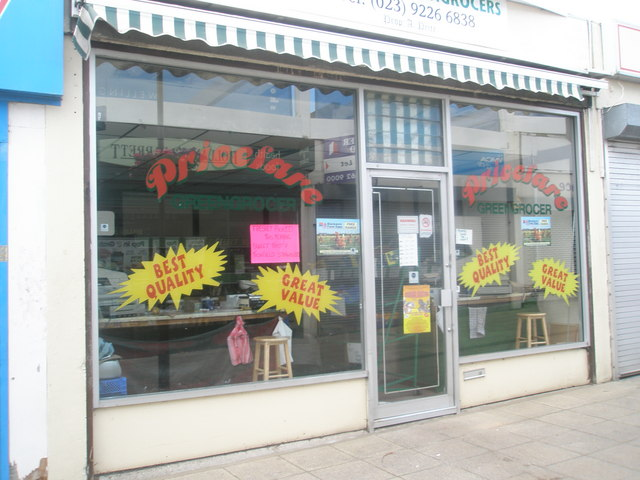
ウォータールーヴィル
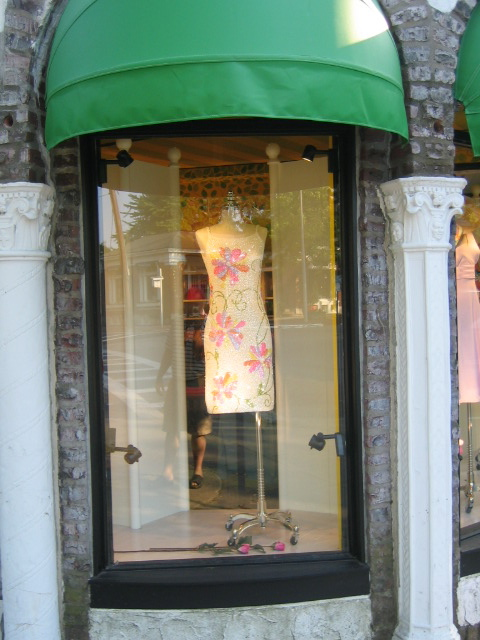
場所不明
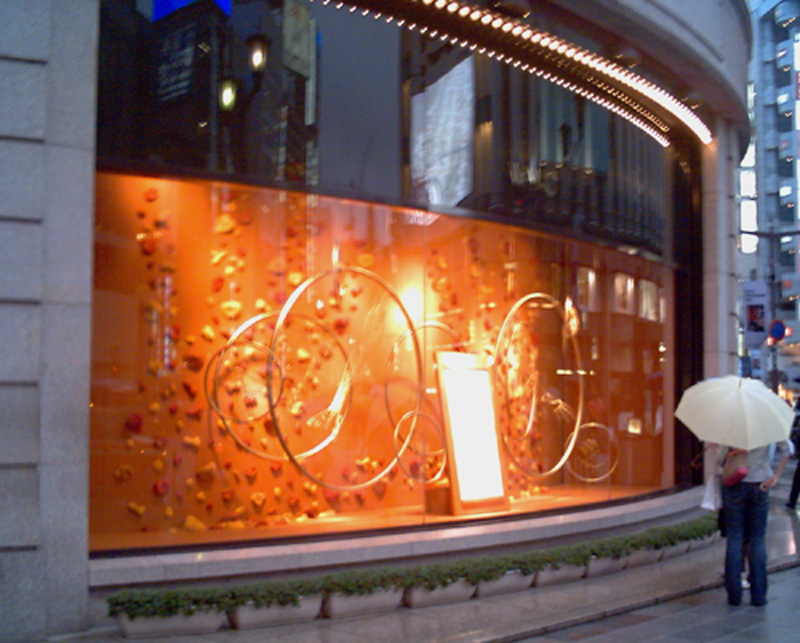
銀座（和光）
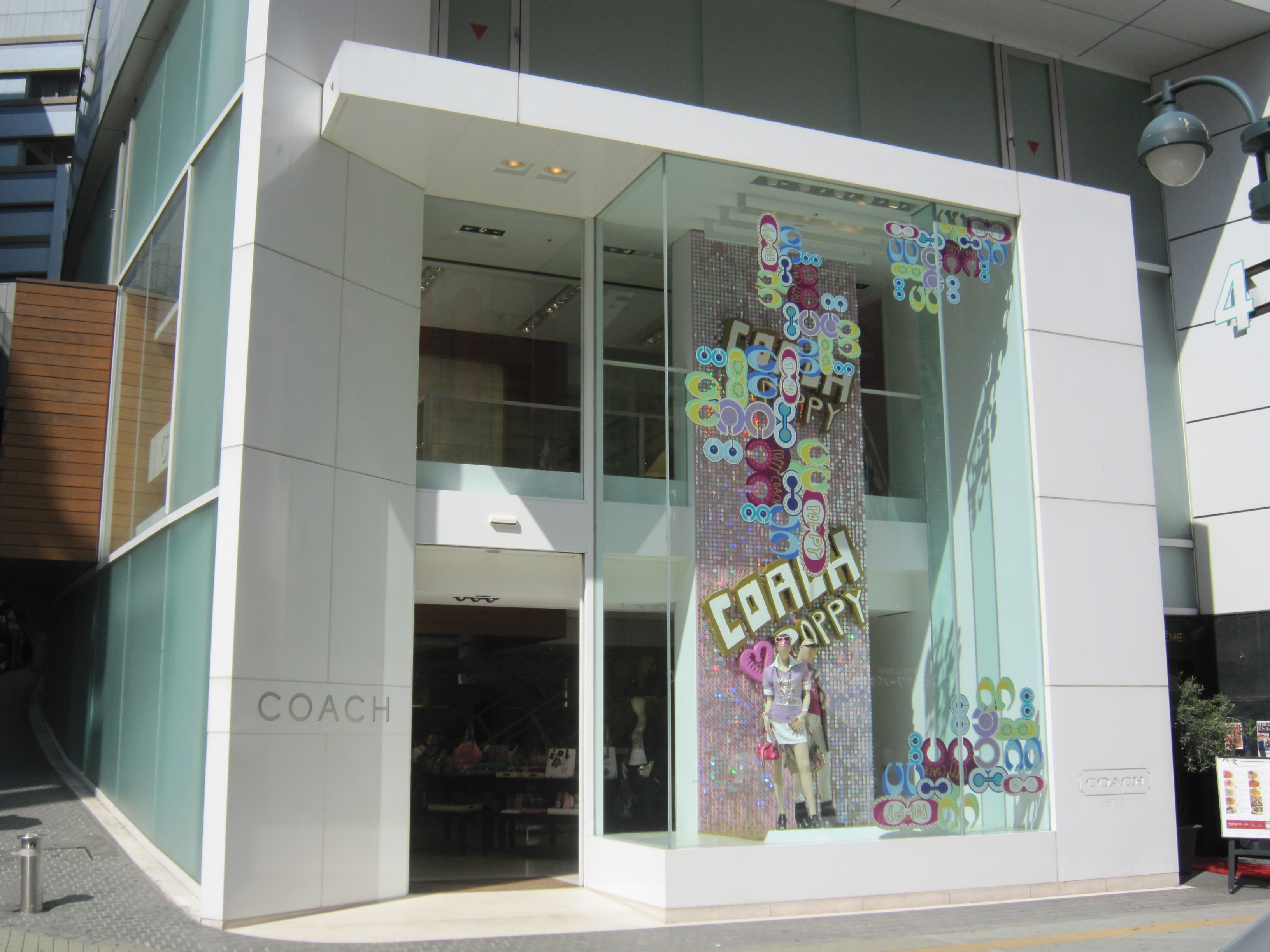
渋谷（COACH）
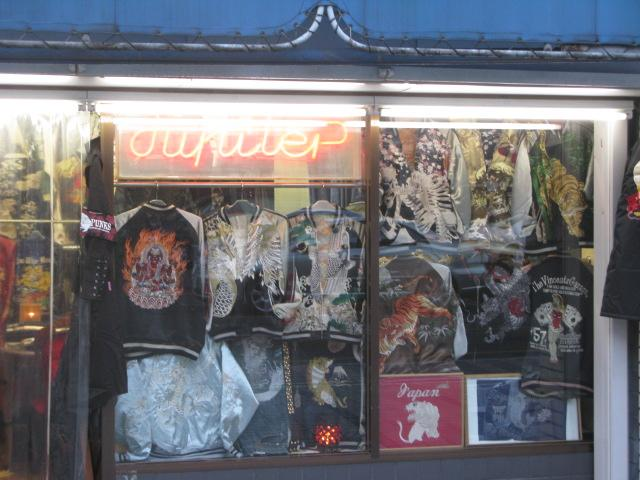
横須賀
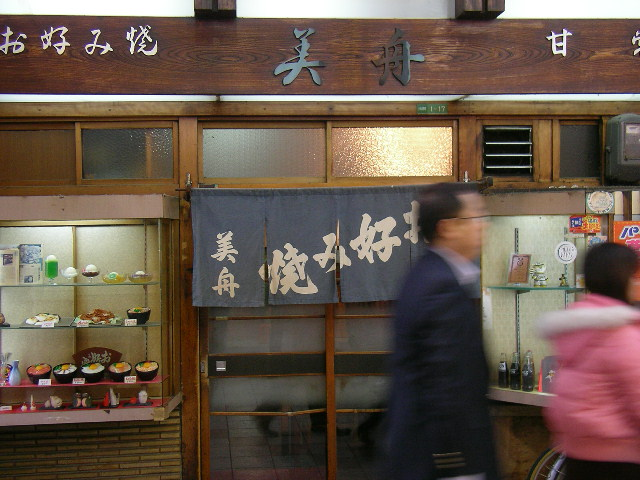
梅田（出窓風）
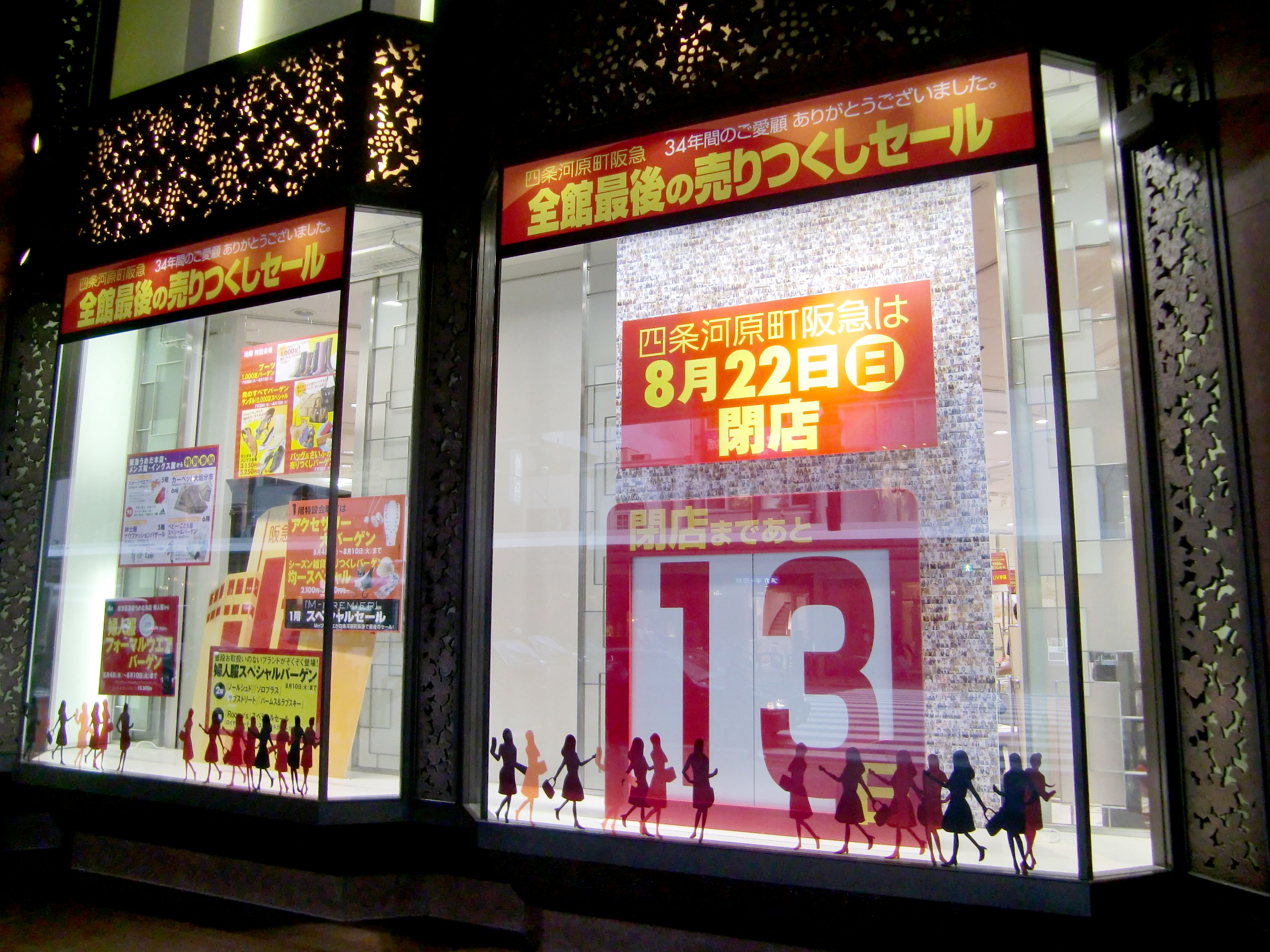
四条河原町阪急
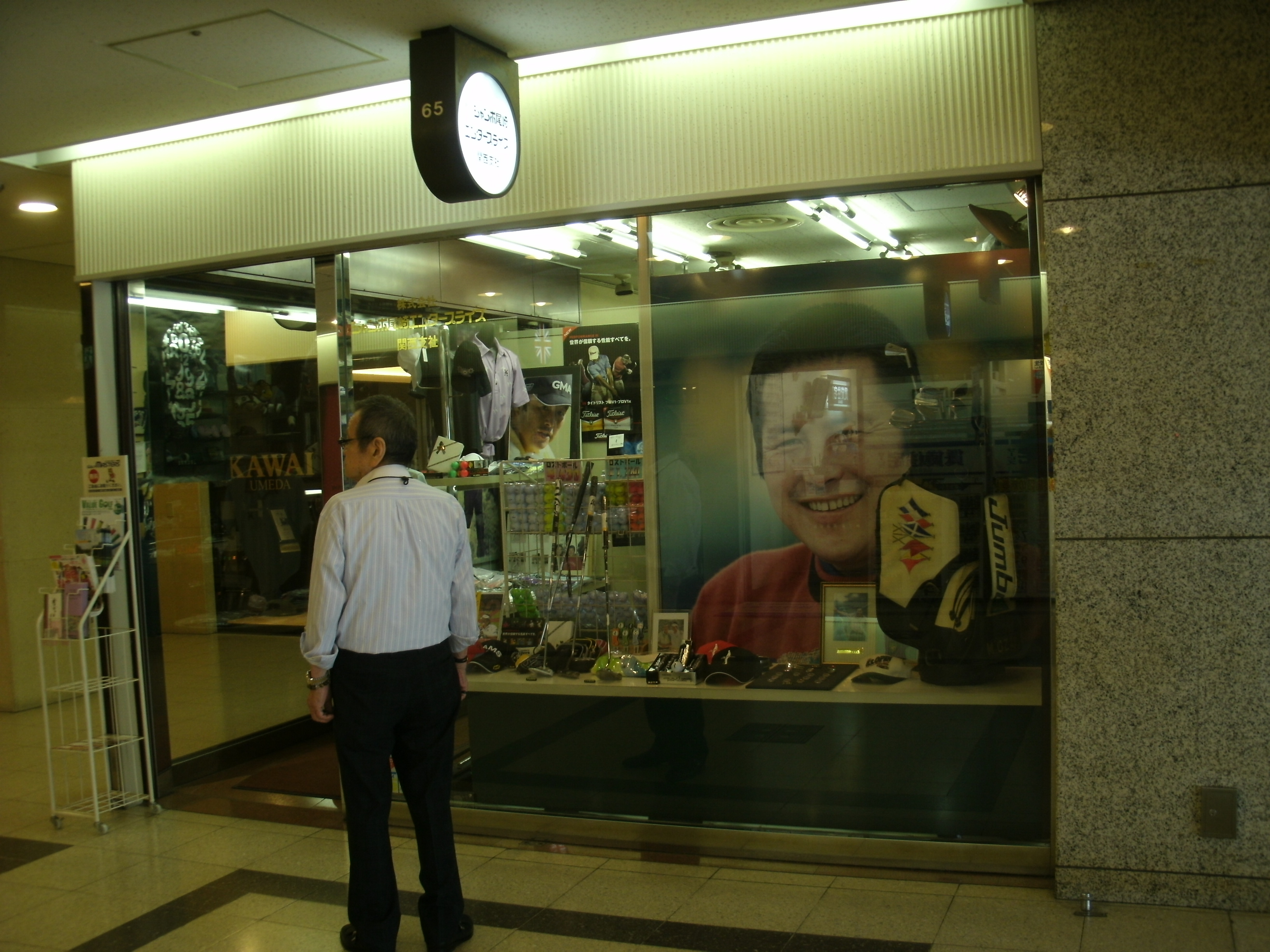
大阪駅前第3ビル

## 比喩表現
「ウィンドードレッシング」は、上記より転じ、不正直なもの、欺瞞的なものなどを意味する比喩表現としても用いられる。とりわけ、企業会計における粉飾決算の意味に用いられる。
朝鮮民主主義人民共和国の平壌は、「（外国向けの）ショーウインドー都市」と評されたことがある。

## 関連文献
- 『ショーウインドウ (DISPLAY DESIGNS IN JAPAN1980‐1990)』（1991年、六耀社）
- 『世界のショーウィンドウ 145 ショップデザインのアイデアブック』（2009年、エクスナレッジ）